# Asakuma Yoshirō
Asakuma Yoshirō (jap. 朝隈 善郎; * 7. Januar 1914 in Fuchū, Präfektur Hiroshima; † 22. Dezember 2008) war ein japanischer Hochspringer.
1935 siegte er bei den Internationalen Universitätsspielen, und 1936 wurde er bei den Olympischen Spielen in Berlin Sechster.
Seine persönliche Bestleistung von 2,01 m stellte er am 20. Juni 1935 in Tokio auf.